# 奧古斯塔皇后灣海戰
奧古斯塔皇后灣海戰（英語：Battle of Empress Augusta Bay），或稱為櫻花行動（Operation Cherry Blossom），日本方面則稱為布干維爾島外海海戰（ブーゲンビル島沖海戦），是美國海軍與大日本帝國海軍於1943年11月1日至2日間在布干維爾島附近的奧古斯塔皇后灣爆發的海上戰鬥。作為1943年盟軍西南太平洋戰區的大型作戰計畫「車輪行動」的一部份，櫻花行動的戰略目標是在布干維爾建立橋頭堡並設立機場以協助盟軍達成孤立並消滅拉包爾日軍基地的終極目標。
在美軍於1943年11月1日登陸布干維爾島後不久，日軍便組織了大規模部隊自拉包爾方向對盟軍艦隊發動攻擊，試圖阻撓盟軍在所羅門群島東部的登陸行動。在經歷一夜的戰鬥後，美軍艦隊成功驅逐了日本海軍，進而確保了布干維爾島的登陸成果。

## 背景
1943年11月1日，美國第3海軍陸戰師經由位於奧古斯塔皇后灣北側的托洛基納海角登陸布干維爾島。自索羅門群島戰役勝利後，盟軍便廣泛於該地區實施登陸行動並建立機場，以便對設於拉包爾的日軍基地投射空中打擊能力；而車輪行動的重要戰略目標之一則是孤立與毀滅拉包爾的日軍基地。盟軍選定奧古斯塔皇后灣作為登陸地點的主要原因有二：一是因為該地點位處盟軍戰機所能提供支援的極限範圍內，二則是因為擁有兵力優勢的日本陸軍第17軍主力當時正集結於北部與南部其他更具戰略重要性的地點上。負責登陸作戰的第3陸戰師由海軍中將亞隆·梅利爾所指揮的第39特遣艦隊負責提供支援。該艦隊的主要任務是保護脆弱的運輸艦與布雷艦免受敵方空中與海面火力的襲擊。

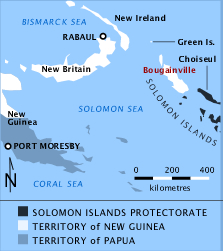
布干維爾的位置圖。

面對美軍的登島行動，日軍除了以發動空中攻勢作為回應外，更集結了一支由第五戰隊指揮官大森仙太郎少將領軍的強大水面艦隊自拉包爾方向發動反攻，試圖循1942年8月薩沃島海戰的成功模式將盟軍逐出所羅門群島東部。為了能盡快發動反攻，日軍倉促地將手邊任何能出戰的艦艇編入艦隊，其中許多艦艇甚至毫無共同訓練或作戰的經驗。大森仙太郎少將的艦隊包含了重巡洋艦妙高號與羽黑號，輕巡洋艦阿賀野號與川內號，以及驅逐艦長波號、初風號、若月號、時雨號、五月雨號與白露號。日軍方面將這些艦艇編為聯合襲擊部隊，並再分為本隊、第一警戒隊與第二警戒隊三個單位；本隊下轄妙高號與羽黑號重巡洋艦，由大森仙太郎少將指揮；第一警戒隊下轄輕巡洋艦川內號、驅逐艦時雨號、五月雨號與白露號，由第三水雷戰隊司令官伊集院松治少將指揮；第二警戒隊下轄輕巡洋艦阿賀野號、驅逐艦長波號、初風號與若月號，由第十戰隊司令官大杉守一少將指揮。該艦隊原先尚包含一支由五艘驅逐艦編成的輸送隊，負責運輸地面部隊前往執行反登陸作戰，但在幾經延誤後，日軍最終決定命輸送隊返回拉包爾。
美軍護航的主力是海軍中將亞隆·梅利爾所指揮的第39特遣艦隊，其核心是第12巡洋分艦隊，下轄蒙特佩利爾號、克里夫蘭號、哥倫比亞號與丹佛號輕巡洋艦；儘管同屬克里夫蘭級的四艦在美軍分類上屬於「輕巡洋艦」，但其體積幾乎與日軍重巡洋艦不相上下，且裝備了12門雷達射控導引的152毫米速射炮。除了作為主力的第12巡洋分艦隊外，第39特遣艦隊尚編有第23驅逐中隊，其下再分設第45與第46驅逐支隊；第45驅逐支隊下轄查爾斯·奧斯本號、戴森號、史坦利號與克萊克斯頓號驅逐艦；第46驅逐支隊則轄有史班斯號、柴契爾號、康佛斯號與福特號驅逐艦。除擔任第39特遣艦隊的司令官外，梅利爾中將也直接指揮第12巡洋分艦隊；至於第45與第46驅逐支隊的指揮工作則分別交由阿利·伯克上校與伯納德·奧斯汀上校負責。

## 戰鬥經過

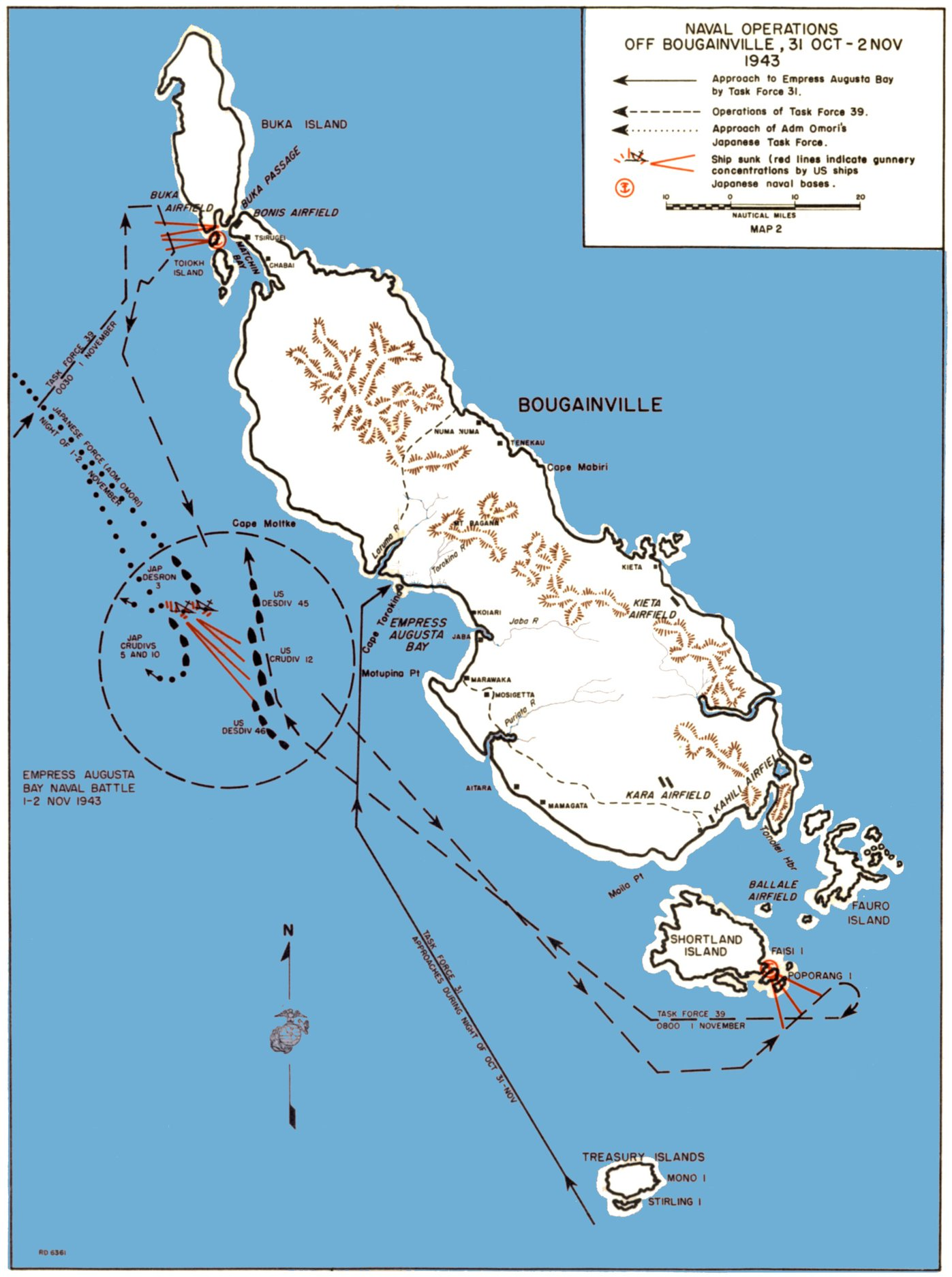
戰鬥時日軍與美軍艦隊的位置圖。

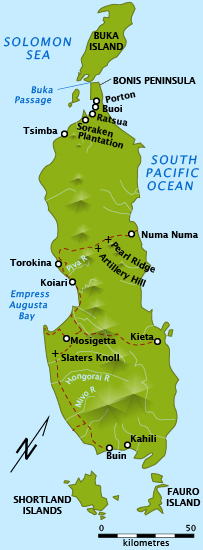
布干維爾島地圖。島嶼西側缺口處即為奧古斯塔皇后灣。

在日軍向托洛基納海角方向進兵的同時，美軍已陸續將多數的登陸艇與運兵船撤往奧古斯塔皇后灣西南方處。12艘美軍運兵船奉命於11月1日18:00啟航前往集結點，另外四艘尚未卸貨完成的運輸船則受命留守。此外，於外海活動的美軍布雷艦也同樣接獲撤離命令。與此同時，美軍偵察機發現了大森仙太郎少將艦隊的蹤影；得知日軍位置的梅利爾中將遂下令艦隊向北繞過維拉拉維拉島前往攔截，並於11月1日午夜時分啟航。抵達目的地的美軍艦隊隨即擺開陣勢，試圖阻止日軍艦隊進入奧古斯塔皇后灣。日軍則自西北方接近，企圖炮擊已登陸與未登陸的美軍部隊。11月2日凌晨01:30，羽黑號重巡洋艦遭美軍空中攻擊擊中艦身中段；這導致該艦在接下來的行動中均被迫降速行駛。
日軍艦隊於11月2日凌晨02:27進入美軍雷達的搜索範圍。梅利爾中將旋即下令將艦隊分為三部份，並將伯克上校的驅逐艦群調往攻擊日軍的北方側翼，同時命巡洋艦群保持距離以免遭日方魚雷擊中；奧斯汀上校的驅逐艦群則奉命自日軍南方側翼對敵艦發射魚雷。作為美軍艦隊的矛頭，伯克上校派遣了四艘驅逐艦前往發動魚雷攻勢；受命的驅逐艦群於凌晨02:46對日艦發射了一輪魚雷。大約在同一時間，日軍第一警戒隊也發射了八枚魚雷。雙方的魚雷攻勢均為彼此所察覺，也因此均採取了迴避動作。此時的日軍艦隊因戰局混亂而被分割為三個小型集群。
梅利爾中將隨後命第46驅逐支隊發動攻擊。福特號驅逐艦因誤解了命令內容而脫離了主戰鬥群。儘管該艦艦長盡力彌補錯誤，但福特號始終未能重返戰鬥崗位，而且還數度差點撞擊友軍艦隻。上午02:50左右，在第45驅逐支隊的所有魚雷攻勢均告失效後，主力艦隊認為日軍方面已沒有籌碼實施進一步的突擊攻勢，遂命輕巡洋艦開火射擊，並於不久後擊中川內號輕巡洋艦的操縱舵，造成後者失去行動能力。
在發射魚雷後，日軍五月雨號驅逐艦誤撞僚艦白露號，兩艦因此被迫脫離戰鬥；其中五月雨號更於上午03:00左右遭一枚5英寸（127）口徑炮彈擊中。另一方面，妙高號重巡洋艦也同樣誤撞了初風號驅逐艦，造成後者的艦艏遭完全截斷，而妙高號也嚴重受損。與此同時，羽黑號重巡洋艦遭數枚巡洋艦炮彈擊中，但僅有數發引爆。仰賴肉眼追蹤目標的日方艦隊在昏暗的夜色下發現了美軍巡洋艦的蹤影，並於03:13開火射擊，隨後又於03:20對第12巡洋分艦隊發射了數枚魚雷。上午03:27，日方向大森仙太郎少將回報數枚魚雷命中了目標，但事實上所有魚雷均未擊中。
美軍的史班斯號與柴契爾號驅逐艦也同樣發生了碰撞，但受損情況未達不能繼續戰鬥的程度。福特號遭日軍魚雷擊中，艦艉因此遭完全炸毀，造成19人陣亡與17人負傷。失去控制而於海面飄移的福特號對其他僚艦造成了航行上的危險，因而更加加深了戰鬥的混亂程度。在接下來的戰鬥中，福特號上的官兵不僅需竭力避免該艦沉沒，同時還需抵抗敵軍的空中攻擊。在沒有射控雷達的情況下，日軍艦艇極度仰賴照明彈來確認目標。第12巡洋分艦隊雖持續閃避敵艦曳光彈的射擊，但最終日軍投射的照明彈還是成功地照亮了美軍艦隊的蹤跡。

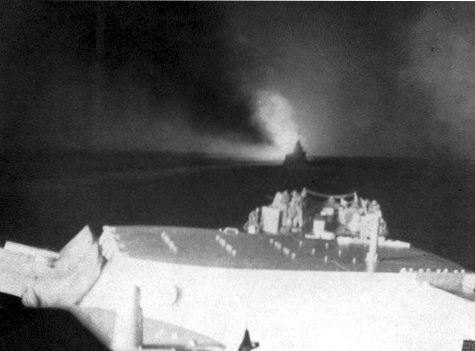
奧古斯塔皇后灣海戰中自哥倫比亞號輕巡洋艦向艦艏望去的景象。前方開火中的軍艦應為克里夫蘭號輕巡洋艦。

上午03:20至03:25之間，丹佛號輕巡洋艦遭三發8英寸（203）口徑炮彈擊中，但皆未引爆。另一方面，史班斯號驅逐艦於接近日方驅逐艦群之時亦遭一枚炮彈擊中水線，不過同樣沒有引爆。此時的日方炮火越發猛烈，準確度也越來越高，美軍巡洋艦群只得試圖藏匿於煙霧中，而這也確實造成了日艦炮火準確度的下降。
即便普遍裝備了雷達與敵友識別系統，美軍驅逐艦在整場戰鬥中仍難以與彼此取得聯繫，甚至因此數度誤向友軍開火，而這也加深了夜間戰鬥的困難度與不確定性。美軍內部的戰後評估認為第46驅逐支隊因無法有效辨識敵我而錯失了一次能對日軍主力艦隊發動魚雷攻勢的機會。第46驅逐支隊隨後北轉，集中火力攻擊川內號輕巡洋艦。
至03:37時，因情報錯誤而誤認己方擊沉了一艘敵方重巡洋艦的大森仙太郎少將擔心破曉後的日軍艦隊將會遭美軍航空母艦的攻擊，因此下令撤出戰場。梅利爾中將的巡洋艦群追擊向西撤離的日軍，並在約17,500碼（16,000）的距離上對初風號驅逐艦開火，但未能命中。
上午04:00左右，第45與第46驅逐支隊追上了撤退的日軍艦隊，並於混亂的近距離戰鬥中擊沉了川內號輕巡洋艦，同時驅離了仍於北方活動的日軍艦艇。04:13，史班斯號驅逐艦因輸油管線進水而失速，從而脫離了隊伍。美軍艦艇回報多次擊中敵艦。第45驅逐支隊隨後誤擊了史班斯號，不過並未造成損傷。第12巡洋分艦隊與史班斯號於05:10對落單的初風號驅逐艦開火，不過巡洋艦隨後即因無法判定集火目標究竟是敵艦還是史班斯號而停火。至05:19時，第45驅逐支隊趕來協助彈藥已幾乎用罄的史班斯號。落單的初風號驅逐艦受損非常嚴重，不久後即爆炸沉沒。
油料與彈藥均幾近枯竭的美軍艦隊於破曉後停止追擊。梅利爾中將擔心受損的福特號易遭敵方戰機攻擊，遂命所有艦艇前往福特號的所在地集結。梅利爾中將的擔憂並非空穴來風；戰鬥結束後不久日軍即自拉包爾派遣了逾100架戰機對美軍實施大規模的空中攻勢，企圖擊毀集結於福特號周遭的美軍艦隊。不過在美軍與紐西蘭戰機的協助下，日軍在蒙受嚴重損失後被迫撤退。撤退的日軍艦隊成功擊中蒙特佩利爾號輕巡洋艦兩次，造成艦上九人受傷。福特號接著被拖往圖拉吉島接受修整。

## 戰鬥過後

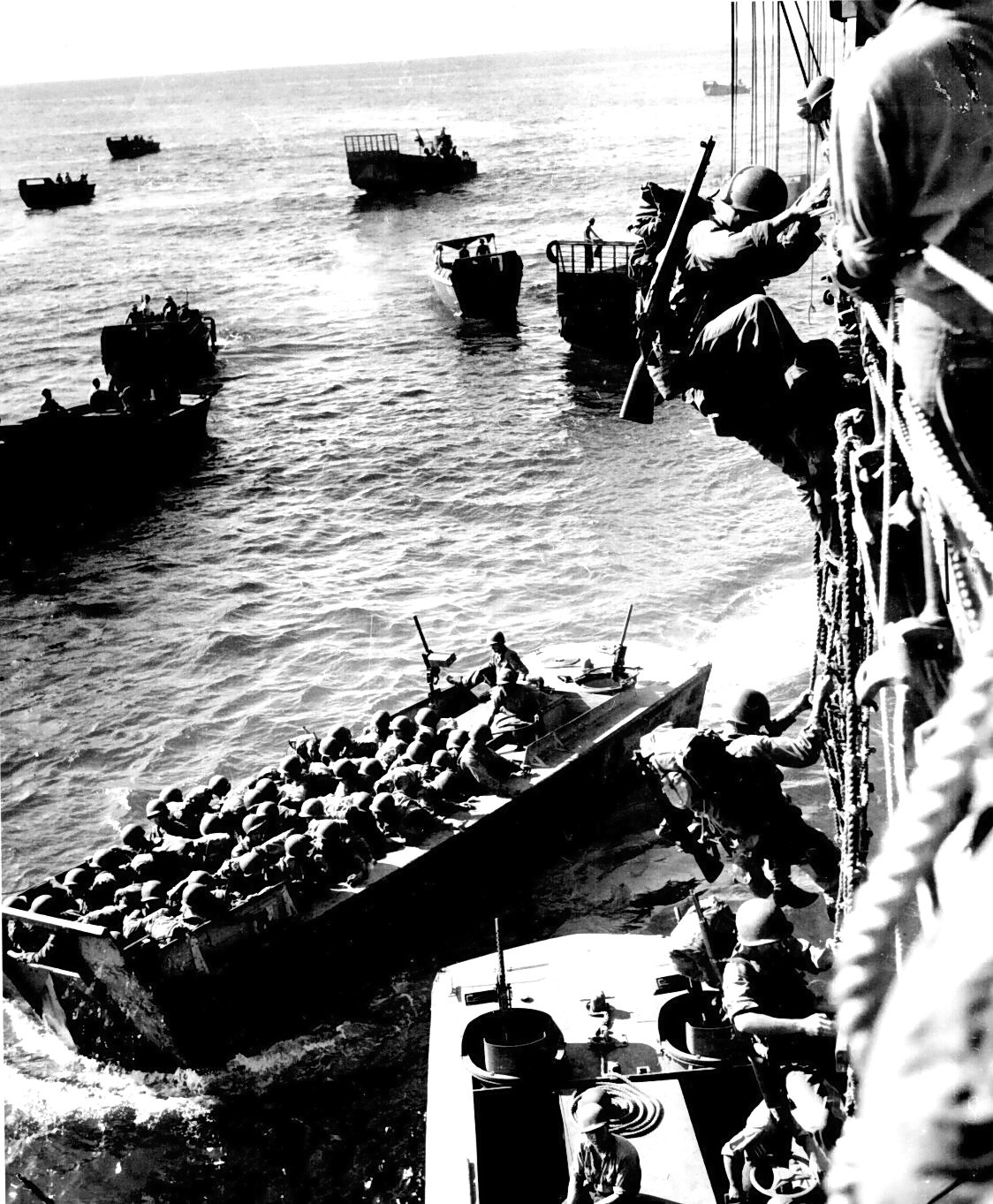
於奧古斯塔皇后灣登上登陸艇的美國海軍陸戰隊。

奧古斯塔皇后灣海戰以美國海軍勝利告終。戰鬥過程中，美軍艦隊不僅成功驅離了威脅登陸行動的日軍，同時也對敵艦造成了嚴重的傷亡。美軍方面以19人陣亡、26人負傷與三艘軍艦受損的代價擊沉了一艘日軍輕巡洋艦（川內號輕巡洋艦）與一艘驅逐艦（初風號驅逐艦），另外毀損了兩艘巡洋艦與兩艘驅逐艦。日方陣亡人數則介於198人至658人之間。不僅如此，在後續的空中攻勢中，日軍又額外折損了25架戰機。戰鬥過後，日軍曾派遣潛艇前往搜尋生還者，並成功尋獲部分川內號上的生還官兵，但未能尋獲初風號的生還人員。
戰鬥結束後，日軍艦隊返回拉包爾，並在該地與自楚克群島前來的四艘巡洋艦以及眾多驅逐艦組成了一支規模更為龐大的艦隊，計畫阻撓盟軍在布干維爾島他處的登陸行動。然而11月5日時，美軍空襲了拉包爾，造成日方四艘重巡洋艦嚴重受損而必須撤回楚克群島。這次勝利基本弭平了日軍水面艦隊對盟軍在布干維爾島的登陸行動的威脅。大森仙太郎少將於戰鬥過後因日軍的失敗而遭解職。成功登陸後，美軍地面部隊成功地在托洛基納海角一帶建立了橋頭堡，接著亦積極拓展防禦範圍。美軍隨後在登陸地點週圍設立了一座PT艇基地與多座飛行場。這些設施在接下來圍攻拉包爾日軍基地的戰鬥中起到了重要的作用。至1944年2月初時，美軍已在布干維爾島設立了一支規模逾400架戰機的航空武力，而日軍在拉包爾的據點則於該月底前即遭瓦解。地面方面，美軍陸戰隊與日軍在1943年的餘下時間裡在防線周邊爆發了數場小規模的地面戰鬥，最終引發日軍於1944年3月間發起大規模反攻。日軍在是次反攻中蒙受了嚴重的傷亡，行動最終以失敗告終。

## 腳註
註釋
1. ↑  關於戰鬥中日軍的傷亡人數依據不同來源存在不同說法，詳列如下（括號內為原來源作者姓名）：
  - 川內號輕巡洋艦：412人（Dull），185人（Hackett and Kingsepp），320人（Morison），335人（Hara）
  - 初風號驅逐艦：9人（Dull），240人（Nevitt, Morison, and Hara）
  - 白露號驅逐艦：4人（Nevitt），5人（Hara）
  - 五月雨號驅逐艦：1人（Hara）[2][3]

引用
1. 1 2 3 4 5  Morison 1958 p. 322.
2. 1 2 3  Dull 1978, p. 302; Hara 1968, p. 242; Morison 1958, p. 322.
3. 1 2 3  Parshall, Jon; Bob Hackett; Sander Kingsepp; Allyn Nevitt. .   [14 June 2006]. （原始内容存档于2006-06-13）.
4. 1 2  Naval History 1995, p. 41.
5. ↑  Miller 1959, pp. 222–225.
6. ↑  Rentz 1946, pp. 18, 24–25.
7. ↑  Morison 1958, pp. 291–292; Marsh 2003, pp. 42–47.
8. ↑  Morison 1958, p. 305.
9. ↑  Spence 2009, pp. 84–85; .
10. ↑  #戦史96p.391
11. ↑  Morison 1958, p. 306.
12. ↑  Bowser 1947, p. 29.
13. ↑  Shaw & Kane 1963, pp. 230–231.
14. 1 2  Morison 1958, p. 308.
15. ↑  Marriott 2005, p. 135; Stille 2006, p. 9
16. ↑  Morison 1958, p. 304.
17. ↑  Marsh 2003, pp. 42–47.
18. ↑  Morison 1958, p. 307.
19. ↑  Morison 1958, pp. 308–309.
20. 1 2 3  Marriott 2005, p. 135.
21. ↑  Morison 1958, p. 310.
22. ↑  Morison 1958, pp. 310–312.
23. 1 2 3 4  O'Hara, Vincent P. .   [19 November 2017]. （原始内容存档于2020-11-16）.
24. ↑  Morison 1958, p. 316.
25. ↑  Morison 1958, p. 311.
26. ↑  Morison 1958, p. 312.
27. ↑  Stille 2012, p. 22.
28. 1 2  Morison 1958, p. 313.
29. ↑  Morison 1958, p. 315; Marriott 2005, p. 135.
30. 1 2  Morison 1958, pp. 316–317.
31. ↑  Morison 1958, pp. 313–314; Marriott 2005, p. 135.
32. ↑  Morison 1958, pp. 312–313.
33. ↑  Morison 1958, p. 317.
34. ↑  Morison 1958, p. 315.
35. ↑  Morison 1958, p. 318.
36. ↑  Morison 1958, pp. 317–318; Marriott 2005, p. 135.
37. ↑  Morison 1958, pp. 318–322; Marriott 2005, p. 135.
38. ↑  Spence 2009, p. 67.
39. ↑  Morison 1958, pp. 323–336.
40. ↑  Morison 1958, pp. 360–364 & 424.
41. ↑  Morison 1958, pp. 337–365; James 2012, p. 155.

## 延伸閱讀
- Brown, David. . Naval Institute Press. 1990. ISBN 1-55750-914-X.
- D'Albas, Andrieu. . Devin-Adair Publishing. 1965. ISBN 0-8159-5302-X.
- Hall, Cary Hardison. . War Memories Pub. Co. 1987. ASIN B00071N658.
- Hone, Thomas C. . Proceedings of the U.S. Naval Institute (Annapolis, Maryland). 1981, (Vol. 107, No. 9, September 1981): 113–116. ISSN 0041-798X.
- Jones, Ken. . Naval Institute Press. 1997. ISBN 1-55750-412-1.
- Kilpatrick, C. W. . Exposition Press. 1987. ISBN 0-682-40333-4.
- Lacroix, Eric; Linton Wells. . Naval Institute Press. 1997. ISBN 0-87021-311-3.
- McGee, William L. . . BMC Publications. 2002. ISBN 0-9701678-7-3.
- Potter, E. B. . Naval Institute Press. 2005. ISBN 1-59114-692-5.
- Roscoe, Theodore. . Naval Institute Press. 1953. ISBN 0-87021-726-7.

## 外部連結
- 美國海軍情報局著Solomon Islands Campaign: XII  The Bougainville Landing and the Battle of Empress Augusta Bay 27 October- 1 November 1943 （页面存档备份，存于）
- Order of battle （页面存档备份，存于）
- JO1 Lorraine Ramsdell (US Navy Reserve), "The Battle of Bougainville"
- WW2DB: Solomons Campaign
- Night Engagement of Empress Augusta Bay, 1943 US Navy "action report film" online at FedFlix.